# HiSilicon Technologies
HiSilicon Technologies Co., Ltd (кит. упр. : 海思半导体有限公司, Пиньинь : Hǎisī bàndǎotǐ yǒuxiàn gōngsī) — китайская бесфабричная компания, разрабатывающая полупроводниковую продукцию, подразделение Huawei.
Бизнес основан на создании микросхем для потребительской электроники, средств связи, оптических устройств. С 15 октября 2020 года прекратила производство новых процессоров, в первом квартале 2024 года компания поставила 8 миллионов единиц Kirin, получив доход в 6 миллиардов долларов.
Девиз компании: «The right silicon for your next BIG idea!».

## История
Была основана в октябре 2004 году из подразделения гиганта Huawei, которое с 1991 года занималось разработкой и производством интегральных схем.
- март 2001 года — налажен выпуск базовых станций сотовой связи с технологией WCDMA[11].
- ноябрь 2003 года — создан высокопроизводительный чип оптической связи по 130-нм техпроцессу[11].
- январь 2005 года — разработан первый в Китае 10-гигабитовый сетевой процессор (NP)[11].
- октябрь 2005 года — компания получила сертификаты на свою продукцию для устройств безопасности[11].
- апрель 2006 года — компания успешно прошла сертификацию на соответствие своей деятельности стандарту ISO 9001[11].
- октябрь 2006 года — достигнута договорённость о сотрудничестве с компанией UDTech (поставщик решений для IP-видеотелефонии, Wi-Fi- и видеодомофонов) на разработку программного обеспечения для чипа Hi3510[12]
- август 2009 года — подписан договор о сотрудничестве с Mentor Graphics Corp. — мировым лидером электронных компонентов и программных решений[13]. Это позволяет использовать наработки и технологию Veloce для аппаратной эмуляции систем на кристалле.
- март 2010 года — компания стала пользоваться продуктами SpringSoft — специализированным программным обеспечением для проектирования микросхем[14].
- июль 2011 года — заключено соглашение с компанией Cadence, которое позволяет повысить производительность и уменьшить затраты на создание полупроводниковых элементов[15]. Согласно договору, HiSilicon будет использовать симулятор параллельных вычислений при разработке многоядерных процессоров.
- август 2011 года — HiSilicon приобрела лицензию на использование ядер ARM Cortex-A15 MPCore (в дополнение уже лицензированному Cortex-A9) и Cortex-M3 архитектуры ARM[10].
- 30 октября 2012 года — ARM подписала с HiSilicon лицензионные соглашения на новое поколение 64-разрядных процессоров ARM Cortex-A50, такие как Cortex-A53 и Cortex-A57, использующих архитектуру ARMv8[16].

## Деятельность
HiSilicon Technologies представлена в трех основных областях:
- Коммуникационные сети: разрабатываются полные серии специализированных интегральных микросхем для фиксированных сетей, оптических сетей, беспроводных сетей передачи данных и сетевой безопасности.
- Беспроводные терминалы: налаживается выпуск SoC и решений для WCDMA-телефонов.
- Цифровые медиа: уже выпускаются чипы и полупроводниковые компоненты для сетевого видеонаблюдения и видеотелефонии, а также для DVB и IPTV[2].

Штаб-квартира HiSilicon Technologies находится в Шэньчжэне (провинция Гуандун, Китай). HiSilicon открыл подразделения в Пекине, Шанхае, Кремниевой долине (США) и Швеции.
Компания обладает интеллектуальной собственностью на более чем 100 видов полупроводниковых чипов и владеет более чем 500 патентами.
Переход на новый техпроцесс (28-нм) в производстве процессоров компания намерена осуществить до конца 2012 года.
Производство микросхем для HiSilicon осуществляет тайваньский контрактный производитель TSMC.

## Продукция

### Процессоры смартфонов

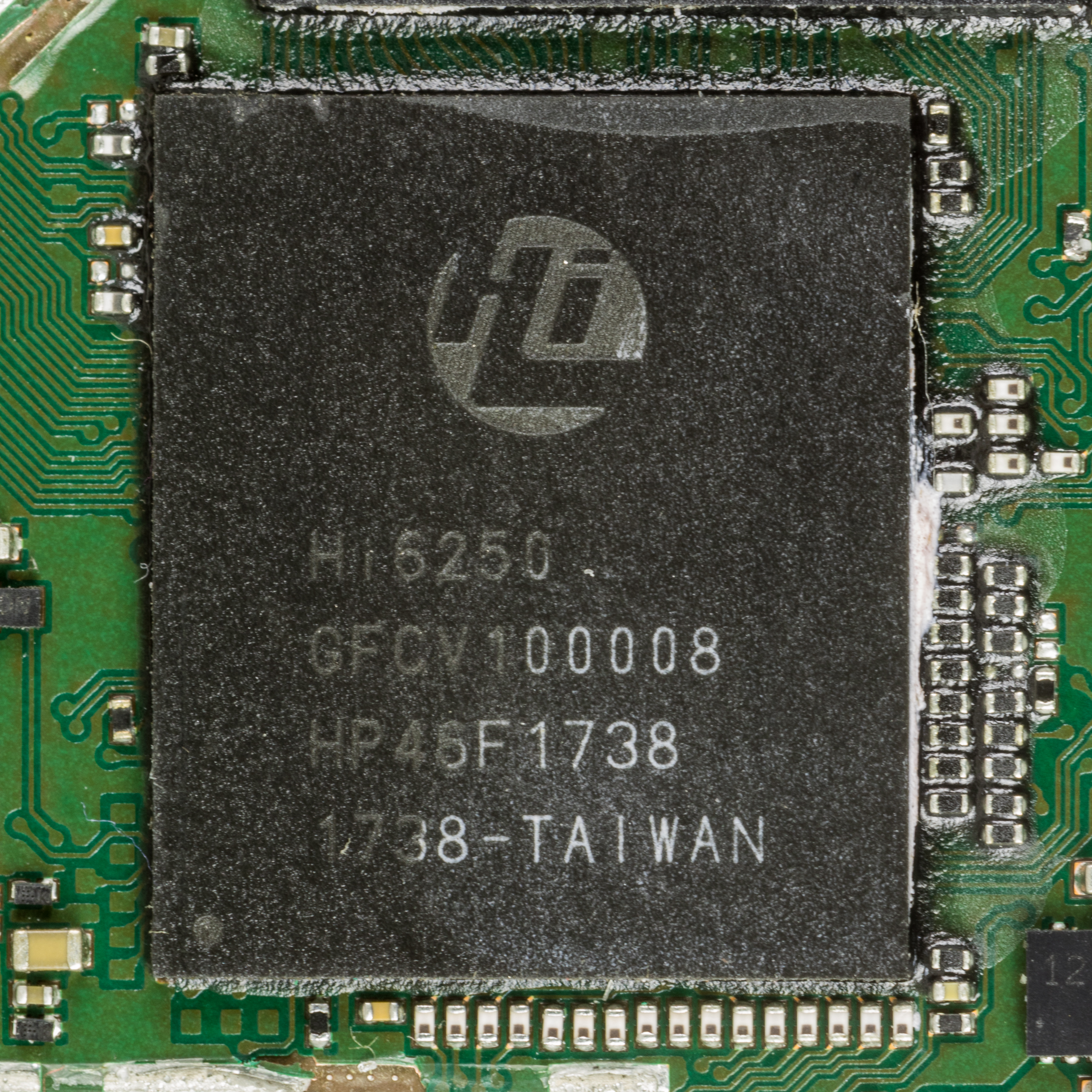
HiSilicon Hi6250

HiSilicon K3 — семейство мобильных систем на кристалле (SoC) компании HiSilicon. Включает процессоры приложений, базирующиеся на архитектуре ARM. Начиная с версии K3V2 позиционируется как платформа для передовых смартфонов и планшетных компьютеров фирмы Huawei.
HiSilicon разрабатывает системы-на-кристалле на основе архитектуры и ядер ARM Holdings. Чипы используются в телефонах и планшетах родительской Huawei и других компаний.

#### K3V2
Первым широкоизвестным продуктом HiSilicon стала микросхема K3V2, использовавшаяся в телефонах Huawei Ascend D Quad XL (U9510) и планшетах MediaPad 10 FHD7. Основан на платформе ARM Cortex-A9 MPCore, изготовлен по 40 нм процессу и содержит 16-ядерный GPU Vivante GC4000.
Поддерживает память LPDDR2-1066, но на практике использовался с LPDDR-900 для снижения энергопотребления.
| Модель        | Техпроцесс | CPU   | CPU                                                     | CPU  | CPU          | GPU              | GPU                  | Тип памяти | Тип памяти              | Тип памяти                    | Спутниковая навигация | Беспроводные подключения | Беспроводные подключения | Беспроводные подключения | Дата релиза | Модели смартфонов |
| Модель        | Техпроцесс | ISA   | Микроархитектура                                        | Ядра | Частота, ГГц | Микроархитектура | Частота, МГц         | Тип        | Шина, бит               | Пропускная способность (ГБ/с) | Спутниковая навигация | Сотовая связь            | Wi-Fi                    | Bluetooth                | Дата релиза | Модели смартфонов |
| ------------- | ---------- | ----- | ------------------------------------------------------- | ---- | ------------ | ---------------- | -------------------- | ---------- | ----------------------- | ----------------------------- | --------------------- | ------------------------ | ------------------------ | ------------------------ | ----------- | --- |
| K3V2 (Hi3620) | 40 нм      | ARMv7 | Cortex-A9 L1: 32 КБ инструкций + 32 КБ данных, L2: 1 МБ | 4    | 1.4          | Vivante GC4000   | 240 МГц (15.3GFlops) | LPDDR2     | 64-битная двухканальная | 7.2 (до 8.5)                  | Нет                   | Нет                      | Нет                      | Нет                      | Q1 2012     | Список Huawei MediaPad 10 FHD, Huawei Ascend D2 (U9510), Huawei Honor 2 (U9508), Huawei Ascend P6, Huawei Ascend P6S, Huawei Ascend P2, Huawei Ascend Mate, Lenovo A376, STREAM X (GSL07S)) |

#### K3V2E
Обновлённая версия K3V2 с поддержкой модема от Intel.
Поддерживает память LPDDR2-1066, но на практике использовался с LPDDR-900 для снижения энергопотребления.
| Модель         | Техпроцесс | CPU   | CPU                                                     | CPU  | CPU          | GPU              | GPU                  | Тип памяти | Тип памяти              | Тип памяти                    | Спутниковая навигация | Беспроводные подключения | Беспроводные подключения | Беспроводные подключения | Дата релиза | Модели смартфонов     |
| Модель         | Техпроцесс | ISA   | Микроархитектура                                        | Ядра | Частота, ГГц | Микроархитектура | Частота, МГц         | Тип        | Шина, бит               | Пропускная способность (ГБ/с) | Спутниковая навигация | Сотовая связь            | Wi-Fi                    | Bluetooth                | Дата релиза | Модели смартфонов     |
| -------------- | ---------- | ----- | ------------------------------------------------------- | ---- | ------------ | ---------------- | -------------------- | ---------- | ----------------------- | ----------------------------- | --------------------- | ------------------------ | ------------------------ | ------------------------ | ----------- | --------------------- |
| K3V2E (Hi3620) | 40 нм      | ARMv7 | Cortex-A9 L1: 32 КБ инструкций + 32 КБ данных, L2: 1 МБ | 4    | 1.5          | Vivante GC4000   | 240 МГц (15.3GFlops) | LPDDR2     | 64-битная двухканальная | 7.2 (до 8.5)                  | Нет                   | Нет                      | Нет                      | Нет                      | 2013        | Список Huawei Honor 3 |

#### Kirin 620
Поддерживает USB 2.0 / 13 Мпикс / кодирование видео 1080p
| Модель             | Техпроцесс | CPU     | CPU              | CPU  | CPU          | GPU              | GPU                | Тип памяти       | Тип памяти               | Тип памяти                    | Спутниковая навигация | Беспроводные подключения        | Беспроводные подключения | Беспроводные подключения | Дата релиза | Модели смартфонов                                                                                  |
| Модель             | Техпроцесс | ISA     | Микроархитектура | Ядра | Частота, ГГц | Микроархитектура | Частота, МГц       | Тип              | Шина, бит                | Пропускная способность (ГБ/с) | Спутниковая навигация | Сотовая связь                   | Wi-Fi                    | Bluetooth                | Дата релиза | Модели смартфонов                                                                                  |
| ------------------ | ---------- | ------- | ---------------- | ---- | ------------ | ---------------- | ------------------ | ---------------- | ------------------------ | ----------------------------- | --------------------- | ------------------------------- | ------------------------ | ------------------------ | ----------- | -------------------------------------------------------------------------------------------------- |
| Kirin 620 (Hi6220) | 28 нм      | ARMv8-A | Cortex-A53       | 8    | 1.2          | Mali-450 MP4     | 500 МГц (32GFlops) | LPDDR3 (800 МГц) | 32-битный single-channel | 6.4                           | Нет                   | Dual SIM LTE Cat.4 (150 Мбит/с) | Нет                      | Нет                      | Q1 2015     | Список Huawei P8 Lite, Honor 4X, Honor 4C, Huawei G Play Mini, Honor Holly 3, Y6ll, 96Boards HiKey |

#### Kirin 650, 655, 658, 659
| Модель             | Техпроцесс    | CPU     | CPU              | CPU  | CPU                      | GPU              | GPU                  | Тип памяти       | Тип памяти                           | Тип памяти                    | Спутниковая навигация | Беспроводные подключения        | Беспроводные подключения | Беспроводные подключения | Дата релиза | Модели смартфонов |
| Модель             | Техпроцесс    | ISA     | Микроархитектура | Ядра | Частота, ГГц             | Микроархитектура | Частота, МГц         | Тип              | Шина, бит                            | Пропускная способность (ГБ/с) | Спутниковая навигация | Сотовая связь                   | Wi-Fi                    | Bluetooth                | Дата релиза | Модели смартфонов |
| ------------------ | ------------- | ------- | ---------------- | ---- | ------------------------ | ---------------- | -------------------- | ---------------- | ------------------------------------ | ----------------------------- | --------------------- | ------------------------------- | ------------------------ | ------------------------ | ----------- | --- |
| Kirin 650 (Hi6250) | 16 нм FinFET+ | ARMv8-A | Cortex-A53       | 4+4  | 2.0 (4xA53) 1.7 (4xA53)  | Mali-T830 MP2    | 900 МГц (40.8GFlops) | LPDDR3 (933 МГц) | 64-битная двухканальная(2x32-битная) |                               | A-GPS, GLONASS        | Dual SIM LTE Cat.6 (300 Мбит/с) | 802.11 b/g/n             | Bluetooth v4.1           | Q2 2016     | Список Huawei P9 Lite, Honor 5C |
| Kirin 655          | 16 нм FinFET+ | ARMv8-A | Cortex-A53       | 4+4  | 2.12 (4xA53) 1.7 (4xA53) | Mali-T830 MP2    | 900 МГц (40.8GFlops) | LPDDR3 (933 МГц) | 64-битная двухканальная(2x32-битная) |                               | A-GPS, GLONASS        | Dual SIM LTE Cat.6 (300 Мбит/с) | 802.11 b/g/n             | Bluetooth v4.1           | Q4 2016     | Список - Huawei Mate9 Lite, - Huawei Honor 6X, - P8 Lite (2017), - Honor 8 Lite |
| Kirin 658          | 16 нм FinFET+ | ARMv8-A | Cortex-A53       | 4+4  | 2.35 (4xA53) 1.7 (4xA53) | Mali-T830 MP2    | 900 МГц (40.8GFlops) | LPDDR3 (933 МГц) | 64-битная двухканальная(2x32-битная) |                               | A-GPS, GLONASS        | Dual SIM LTE Cat.6 (300 Мбит/с) | 802.11 b/g/Нетc          | Bluetooth v4.1           | Q2 2017     | Список P10 Lite |
| Kirin 659          | 16 нм FinFET+ | ARMv8-A | Cortex-A53       | 4+4  | 2.36 (4xA53) 1.7 (4xA53) | Mali-T830 MP2    | 900 МГц (40.8GFlops) | LPDDR3 (933 МГц) | 64-битная двухканальная(2x32-битная) |                               | A-GPS, GLONASS        | Dual SIM LTE Cat.6 (300 Мбит/с) | 802.11 b/g/n             | Bluetooth v4.2           | Q3 2017     | Список - Nova 2, - Nova 2 Plus, - Nova 2i, - Nova 3e, - Maimang 6, - Honor 7X (2017) – India, - P20 Lite, - Honor 9 Lite, - Huawei P Smart, - Huawei MediaPad M5 lite, - Huawei MediaPad T5 |

#### Kirin 710
| Модель             | Техпроцесс        | CPU     | CPU                   | CPU  | CPU                 | GPU              | GPU          | Тип памяти    | Тип памяти | Тип памяти                    | Спутниковая навигация | Беспроводные подключения         | Беспроводные подключения | Беспроводные подключения | Дата релиза                                    | Модели смартфонов |
| Модель             | Техпроцесс        | ISA     | Микроархитектура      | Ядра | Частота, ГГц        | Микроархитектура | Частота, МГц | Тип           | Шина, бит  | Пропускная способность (ГБ/с) | Спутниковая навигация | Сотовая связь                    | Wi-Fi                    | Bluetooth                | Дата релиза                                    | Модели смартфонов |
| ------------------ | ----------------- | ------- | --------------------- | ---- | ------------------- | ---------------- | ------------ | ------------- | ---------- | ----------------------------- | --------------------- | -------------------------------- | ------------------------ | ------------------------ | ---------------------------------------------- | --- |
| Kirin 710 (Hi6260) | TSMC 12 нм FinFET | ARMv8-A | Cortex-A73 Cortex-A53 | 4+4  | 2.2 (A73) 1.7 (A53) | Mali-G51 MP4     | 1000 МГц     | LPDDR3 LPDDR4 | 32-битный  |                               | A-GPS, GLONASS        | Dual SIM LTE Cat.12 (600 Мбит/с) | 802.11 b/g/n             | Bluetooth v4.2           | Q3 2018                                        | Список Huawei Nova 3i, Honor 10 Lite, Huawei P Smart+, Huawei P Smart 2019, Huawei Mate 20 Lite, Honor 8X, Huawei Y9 (2019), Huawei P30 Lite，Huawei Y9 Prime 2019,Huawei Y9s,Huawei Mate 20 Lite,Huawei P30 Lite,Honor 20i |
| Kirin 710F         | TSMC 12 нм FinFET | ARMv8-A | Cortex-A73 Cortex-A53 | 4+4  | 2.2 (A73) 1.7 (A53) | Mali-G51 MP4     | 1000 МГц     | LPDDR3 LPDDR4 | 32-битный  |                               | A-GPS, GLONASS        | Dual SIM LTE Cat.12 (600 Мбит/с) | 802.11 b/g/n             | Bluetooth v4.2           | Список Honor 9X, Huawei P40 lite E, Huawei Y8p | |
| Kirin 710A         | SMIC 14 нм FinFET | ARMv8-A | Cortex-A73 Cortex-A53 | 4+4  | 2.0 (A73) 1.7 (A53) | Mali-G51 MP4     | 1000 МГц     | LPDDR3 LPDDR4 | 32-битный  |                               | A-GPS, GLONASS        | Dual SIM LTE Cat.12 (600 Мбит/с) | 802.11 b/g/n             | Bluetooth v4.2           | Список Honor Play 4T, Huawei P smart 2021      | |

#### Kirin 810 и 820
Нейропроцессор на основе тензор-ядра DaVinci.
Kirin 820 поддерживает связь 5G NSA и SA.
| Модель             | Техпроцесс  | CPU       | CPU                           | CPU     | CPU                                        | GPU              | GPU          | Тип памяти         | Тип памяти                      | Тип памяти                   | Спутниковая навигация | Беспроводные подключения               | Беспроводные подключения | Беспроводные подключения | Дата релиза | Модели смартфонов |
| Модель             | Техпроцесс  | ISA       | Микроархитектура              | Ядра    | Частота, ГГц                               | Микроархитектура | Частота, МГц | Тип                | Шина, бит                       | Пропускная способность, ГБ/с | Спутниковая навигация | Стандарт связи                         | Wi-Fi                    | Bluetooth                | Дата релиза | Модели смартфонов |
| ------------------ | ----------- | --------- | ----------------------------- | ------- | ------------------------------------------ | ---------------- | ------------ | ------------------ | ------------------------------- | ---------------------------- | --------------------- | -------------------------------------- | ------------------------ | ------------------------ | ----------- | --- |
| Kirin 810 (Hi6280) | 7 нм FinFET | ARMv8.2-A | Cortex-A76 Cortex-A55 DynamIQ | 2+6     | 2.27 (2xA76) 1.9 (6xA55)                   | Mali-G52 MP6     | 820 МГц      | LPDDR4X (2133 МГц) | 64-битный (16-bit quad-channel) | 31.78                        | A-GPS, GLONASS, BDS   | Dual SIM LTE Cat.12 (600 Мбит/с)       | 802.11 b/g/Нетc          | Bluetooth v5.0           | Q2 2019     | Список - Huawei Nova 5 - Huawei Honor 9x - Huawei Honor 9x Pro - Huawei Mate 30 Lite - Huawei P40 Lite - Huawei Nova 7i - Huawei nova 6 SE - Huawei P smart Pro 2019 - Huawei nova 5z - Huawei nova 5i Pro - Huawei Honor 20S - Huawei MatePad 10.4 |
| Kirin 820 5G       | 7 нм FinFET | ARMv8.2-A | Cortex-A76 Cortex-A55 DynamIQ | (1+3)+4 | 2.36 (1xA76 H) 2.22 (3xA76 L) 1.84 (4xA55) | Mali-G57 MP6     |              | LPDDR4X (2133 МГц) | 64-битный (16-bit quad-channel) | 31.78                        | A-GPS, GLONASS, BDS   | Balong 5000 (Sub-6 ГГц Only; NSA & SA) |                          |                          | Q1 2020     | Список - Honor 30S - Honor X10 5G |
| Kirin 820E 5G      | 7 нм FinFET | ARMv8.2-A | Cortex-A76 Cortex-A55 DynamIQ | 3+3     | 2.22 (4xA76 L) 1.84 (4xA55)                | Mali-G57 MP6     |              | LPDDR4X (2133 МГц) | 64-битный (16-bit quad-channel) | 31.78                        | A-GPS, GLONASS, BDS   | Balong 5000 (Sub-6 ГГц Only; NSA & SA) |                          |                          | Q1 2021     | Список |

#### Kirin 910 и 910T
| Модель             | Техпроцесс | CPU   | CPU              | CPU  | CPU          | GPU              | GPU                  | Тип памяти | Тип памяти               | Тип памяти                    | Спутниковая навигация | Беспроводные подключения | Беспроводные подключения | Беспроводные подключения | Дата релиза | Модели смартфонов                                                                                         |
| Модель             | Техпроцесс | ISA   | Микроархитектура | Ядра | Частота, ГГц | Микроархитектура | Частота, МГц         | Тип        | Шина, бит                | Пропускная способность (ГБ/с) | Спутниковая навигация | Сотовая связь            | Wi-Fi                    | Bluetooth                | Дата релиза | Модели смартфонов                                                                                         |
| ------------------ | ---------- | ----- | ---------------- | ---- | ------------ | ---------------- | -------------------- | ---------- | ------------------------ | ----------------------------- | --------------------- | ------------------------ | ------------------------ | ------------------------ | ----------- | --- |
| Kirin 910 (Hi6620) | 28 нм HPM  | ARMv7 | Cortex-A9        | 4    | 1.6          | Mali-450 MP4     | 533 МГц (32GFlops)   | LPDDR3     | 32-битный single-channel | 6.4                           | Нет                   | LTE Cat.4                | Нет                      | Нет                      | H1 2014     | Список HP Slate 7 VoiceTab Ultra, Huawei MediaPad X1, Huawei P6 S, Huawei MediaPad M1, Huawei Honor 3C 4G |
| Kirin 910T         | 28 нм HPM  | ARMv7 | Cortex-A9        | 4    | 1.8          | Mali-450 MP4     | 700 МГц (41.8GFlops) | LPDDR3     | 32-битный single-channel | 6.4                           | Нет                   | LTE Cat.4                | Нет                      | Нет                      | H1 2014     | Список Huawei Ascend P7                                                                                   |

#### Kirin 920, 925 и 928
Kirin 920 содержит сопроцессор изображений, работающий с разрешениями до 32 Мпикс.
| Модель             | Техпроцесс | CPU   | CPU                             | CPU  | CPU                | GPU              | GPU                  | Тип памяти        | Тип памяти              | Тип памяти                    | Спутниковая навигация | Беспроводные подключения | Беспроводные подключения | Беспроводные подключения | Дата релиза | Модели смартфонов                                  |
| Модель             | Техпроцесс | ISA   | Микроархитектура                | Ядра | Частота, ГГц       | Микроархитектура | Частота, МГц         | Тип               | Шина, бит               | Пропускная способность (ГБ/с) | Спутниковая навигация | Сотовая связь            | Wi-Fi                    | Bluetooth                | Дата релиза | Модели смартфонов                                  |
| ------------------ | ---------- | ----- | ------------------------------- | ---- | ------------------ | ---------------- | -------------------- | ----------------- | ----------------------- | ----------------------------- | --------------------- | ------------------------ | ------------------------ | ------------------------ | ----------- | -------------------------------------------------- |
| Kirin 920          | 28 нм HPM  | ARMv7 | Cortex-A15 Cortex-A7 big.LITTLE | 4+4  | 1.7 (A15) 1.3 (A7) | Mali-T628 MP4    | 600 МГц (76.8GFlops) | LPDDR3 (1600 МГц) | 64-битная двухканальная | 12.8                          | Нет                   | LTE Cat.6 (300 Мбит/с)   | Нет                      | Нет                      | H2 2014     | Список Huawei Honor 6                              |
| Kirin 925 (Hi3630) | 28 нм HPM  | ARMv7 | Cortex-A15 Cortex-A7 big.LITTLE | 4+4  | 1.8 (A15) 1.3 (A7) | Mali-T628 MP4    | 600 МГц (76.8GFlops) | LPDDR3 (1600 МГц) | 64-битная двухканальная | 12.8                          | Нет                   | LTE Cat.6 (300 Мбит/с)   | Нет                      | Нет                      | Q3 2014     | Список - Huawei Ascend Mate7 - Huawei Honor 6 Plus |
| Kirin 928          | 28 нм HPM  | ARMv7 | Cortex-A15 Cortex-A7 big.LITTLE | 4+4  | 2.0 (A15) 1.3 (A7) | Mali-T628 MP4    | Нет                  | LPDDR3 (1600 МГц) | 64-битная двухканальная | 12.8                          | Нет                   | LTE Cat.6 (300 Мбит/с)   | Нет                      | Нет                      |             | Список Huawei Honor6 extreme Edition               |

#### Kirin 930 и 935
Поддерживает SD 3.0 (UHS-I) / eMMC 4.51 / двухдиапазонный Wi-Fi a/b/g/n / Bluetooth 4.0 Low Energy / USB 2.0 / 32 Мпикс ISP / кодирование видео 1080p
| Модель             | Техпроцесс | CPU     | CPU              | CPU  | CPU                 | GPU              | GPU                  | Тип памяти        | Тип памяти                            | Тип памяти                    | Спутниковая навигация | Беспроводные подключения                        | Беспроводные подключения | Беспроводные подключения | Дата релиза | Модели смартфонов                                               |
| Модель             | Техпроцесс | ISA     | Микроархитектура | Ядра | Частота, ГГц        | Микроархитектура | Частота, МГц         | Тип               | Шина, бит                             | Пропускная способность (ГБ/с) | Спутниковая навигация | Сотовая связь                                   | Wi-Fi                    | Bluetooth                | Дата релиза | Модели смартфонов                                               |
| ------------------ | ---------- | ------- | ---------------- | ---- | ------------------- | ---------------- | -------------------- | ----------------- | ------------------------------------- | ----------------------------- | --------------------- | ----------------------------------------------- | ------------------------ | ------------------------ | ----------- | --------------------------------------------------------------- |
| Kirin 930 (Hi3635) | 28 нм HPC  | ARMv8-A | Cortex-A53       | 4+4  | 2.0 (A53) 1.5 (A53) | Mali-T628 MP4    | 600 МГц (76.8GFlops) | LPDDR3 (1600 МГц) | 64-битный (2x32-битный) Двухканальный | 12.8 ГБ/с                     | Нет                   | Dual SIM LTE Cat.6 (DL:300 Мбит/с UP:50 Мбит/с) | Нет                      | Нет                      | Q1 2015     | Список - Huawei MediaPad X2, - Huawei P8, - Huawei MediaPad M2, |
| Kirin 935          | 28 нм HPC  | ARMv8-A | Cortex-A53       | 4+4  | 2.2 (A53) 1.5 (A53) | Mali-T628 MP4    | 680 МГц (87GFlops)   | LPDDR3 (1600 МГц) | 64-битный (2x32-битный) Двухканальный | 12.8 ГБ/с                     | Нет                   | Dual SIM LTE Cat.6 (DL:300 Мбит/с UP:50 Мбит/с) | Нет                      | Нет                      | Q1 2015     | Список - Huawei P8 MAX, - Honor 7, - Huawei Mate S              |

#### Kirin 950 и 955
Поддерживают SD 4.1 (UHS-II) / UFS 2.0 / eMMC 5.1 / MU-MIMO Wi-Fi 802.11ac / Bluetooth 4.2 Smart / USB 3.0 / NFS / двойной ISP (42 Мпикс) / встроенное кодирование видео 10-bit 4K / сопроцессор i5 / Tensilica HiFi 4 DSP
| Модель             | Техпроцесс         | CPU     | CPU                              | CPU  | CPU                 | GPU              | GPU                       | Тип памяти                  | Тип памяти                            | Тип памяти                    | Спутниковая навигация | Беспроводные подключения | Беспроводные подключения | Беспроводные подключения | Дата релиза | Модели смартфонов                                                                                            |
| Модель             | Техпроцесс         | ISA     | Микроархитектура                 | Ядра | Частота, ГГц        | Микроархитектура | Частота, МГц              | Тип                         | Шина, бит                             | Пропускная способность (ГБ/с) | Спутниковая навигация | Сотовая связь            | Wi-Fi                    | Bluetooth                | Дата релиза | Модели смартфонов                                                                                            |
| ------------------ | ------------------ | ------- | -------------------------------- | ---- | ------------------- | ---------------- | ------------------------- | --------------------------- | ------------------------------------- | ----------------------------- | --------------------- | ------------------------ | ------------------------ | ------------------------ | ----------- | --- |
| Kirin 950 (Hi3650) | TSMC 16 нм FinFET+ | ARMv8-A | Cortex-A72 Cortex-A53 big.LITTLE | 4+4  | 2.3 (A72) 1.8 (A53) | Mali-T880 MP4    | 900 МГц (168 GFLOPS FP32) | LPDDR4                      | 64-битный (2x32-битный) Двухканальный | 25.6                          | Нет                   | Dual SIM LTE Cat.6       | Нет                      | Нет                      | Q4 2015     | Список Huawei Mate 8, Huawei Honor V8 32GB, Huawei Honor 8, Huawei Honor Magic, Huawei MediaPad M3 (BTV-W09) |
| Kirin 955          | TSMC 16 нм FinFET+ | ARMv8-A | Cortex-A72 Cortex-A53 big.LITTLE | 4+4  | 2.5 (A72) 1.8 (A53) | Mali-T880 MP4    | 900 МГц (168 GFLOPS FP32) | LPDDR3 (3 GB) LPDDR4 (4 GB) | 64-битный (2x32-битный) Двухканальный | 25.6                          | Нет                   | Dual SIM LTE Cat.6       | Нет                      | Нет                      | Q2 2016     | Список Huawei P9, Huawei P9 Plus, Honor Note 8, Honor V8 64GB                                                |

#### Kirin 960
Содержат интерконнект ARM CCI-550, поддерживают накопители UFS 2.1, eMMC 5.1, сопроцессор изображений i6
| Модель             | Техпроцесс     | CPU     | CPU                              | CPU  | CPU                   | GPU              | GPU                        | Тип памяти  | Тип памяти                            | Тип памяти                    | Спутниковая навигация | Беспроводные подключения                | Беспроводные подключения | Беспроводные подключения | Дата релиза | Модели смартфонов |
| Модель             | Техпроцесс     | ISA     | Микроархитектура                 | Ядра | Частота, ГГц          | Микроархитектура | Частота, МГц               | Тип         | Шина, бит                             | Пропускная способность (ГБ/с) | Спутниковая навигация | Сотовая связь                           | Wi-Fi                    | Bluetooth                | Дата релиза | Модели смартфонов |
| ------------------ | -------------- | ------- | -------------------------------- | ---- | --------------------- | ---------------- | -------------------------- | ----------- | ------------------------------------- | ----------------------------- | --------------------- | --------------------------------------- | ------------------------ | ------------------------ | ----------- | --- |
| Kirin 960 (Hi3660) | TSMC 16 нм FFC | ARMv8-A | Cortex-A73 Cortex-A53 big.LITTLE | 4+4  | 2.36 (A73) 1.84 (A53) | Mali-G71 MP8     | 1037 МГц (192 GFLOPS FP32) | LPDDR4-1600 | 64-битный (2x32-битный) Двухканальный | 28.8                          | Нет                   | Dual SIM LTE Cat.12 LTE 4x CA, 4x4 MIMO | Нет                      | Нет                      | Q4 2016     | Список Huawei Mate 9, Huawei Mate 9 Porsche Design, Huawei Mate 9 Pro, Huawei P10, Huawei P10 Plus, Huawei Nova 2s, Honor 8 Pro (Honor V9), Honor 9, Huawei MediaPad M5 |

#### Kirin 970
Интерконнект ARM CCI-550, накопители UFS 2.1, сопроцессор изображений i7
DSP Cadence Tensilica Vision P6.
Нейропроцессор совместно с Cambricon Technologies. 1.92T FP16 OPS.
| Модель             | Техпроцесс         | CPU     | CPU                              | CPU  | CPU                   | GPU              | GPU                       | Тип памяти   | Тип памяти                        | Тип памяти                    | Спутниковая навигация | Беспроводные подключения                   | Беспроводные подключения | Беспроводные подключения | Дата релиза | Модели смартфонов |
| Модель             | Техпроцесс         | ISA     | Микроархитектура                 | Ядра | Частота, ГГц          | Микроархитектура | Частота, МГц              | Тип          | Шина, бит                         | Пропускная способность (ГБ/с) | Спутниковая навигация | Сотовая связь                              | Wi-Fi                    | Bluetooth                | Дата релиза | Модели смартфонов |
| ------------------ | ------------------ | ------- | -------------------------------- | ---- | --------------------- | ---------------- | ------------------------- | ------------ | --------------------------------- | ----------------------------- | --------------------- | ------------------------------------------ | ------------------------ | ------------------------ | ----------- | --- |
| Kirin 970 (Hi3670) | TSMC 10 нм FinFET+ | ARMv8-A | Cortex-A73 Cortex-A53 big.LITTLE | 4+4  | 2.36 (A73) 1.84 (A53) | Mali-G72 MP12    | 746 МГц (288 GFLOPS FP32) | LPDDR4X-1866 | 64-битный (4x16-bit) Quad-channel | 29.8                          | Galileo               | Dual SIM LTE Cat.18 LTE 5x CA, No 4x4 MIMO | Нет                      | Нет                      | Q4 2017     | Список - Huawei Nova 3 - Huawei P20 - Huawei P20 Pro - Huawei Mate 10 - Huawei Mate 10 Pro - Huawei Mate 10 Porsche Design - Huawei Mate RS Porsche Design - Honor V10/ Honor View 10 - Honor 10 - Honor Note 10 - Honor Play |

#### Kirin 980 и Kirin 985 5G/4G
Kirin 980 первая микросхема на техпроцессе 7 нм FinFET.
Графика ARM Mali G76-MP10, хранилища UFS 2.1, сопроцессор изображений i8
Двойной нейропроцессор совместно с Cambricon Technologies.
Kirin 985 5G — вторая микросхема Hislicon стандарта 5G по техпроцессу 7 нм FinFET.
Графика ARM Mali-G77 MP8, хранилища UFS 3.0
Нейропроцессор Big-Tiny Da Vinci: 1x Da Vinci Lite + 1x Da Vinci Tiny
| Модель                   | Техпроцесс       | CPU       | CPU                           | CPU     | CPU                                  | GPU              | GPU                       | Тип памяти   | Тип памяти                        | Тип памяти                    | Спутниковая навигация | Беспроводные подключения                                   | Беспроводные подключения | Беспроводные подключения | Дата релиза | Модели смартфонов |
| Модель                   | Техпроцесс       | ISA       | Микроархитектура              | Ядра    | Частота, ГГц                         | Микроархитектура | Частота, МГц              | Тип          | Шина, бит                         | Пропускная способность (ГБ/с) | Спутниковая навигация | Сотовая связь                                              | Wi-Fi                    | Bluetooth                | Дата релиза | Модели смартфонов |
| ------------------------ | ---------------- | --------- | ----------------------------- | ------- | ------------------------------------ | ---------------- | ------------------------- | ------------ | --------------------------------- | ----------------------------- | --------------------- | ---------------------------------------------------------- | ------------------------ | ------------------------ | ----------- | --- |
| Kirin 980                | TSMC 7 нм FinFET | ARMv8.2-A | Cortex-A76 Cortex-A55 DynamIQ | (2+2)+4 | 2.6 (A76 H) 1.92 (A76 L) 1.8 (A55)   | Mali-G76 MP10    | 720 МГц (480 GFLOPS FP32) | LPDDR4X-2133 | 64-битный (4x16-bit) Quad-channel | 34.1                          | Galileo               | Dual SIM LTE Cat.21 LTE 5x CA, No 4x4 MIMO                 | Нет                      | Нет                      | Q4 2018     | Список - Huawei Mate 20 - Huawei Mate 20 Pro - Huawei Mate 20 RS Porsche Design - Huawei Mate 20 X - Honor Magic 2 - Honor View 20/V20 - Honor 20 - Honor 20 Pro - Huawei P30 - Huawei P30 Pro - Huawei Nova 5 Pro - Huawei MediaPad M6 - Huawei Nova 5T |
| Kirin 985 5G/4G (Hi6290) | TSMC 7 нм FinFET | ARMv8.2-A | Cortex-A76 Cortex-A55 DynamIQ | (1+3)+4 | 2.58 (A76 H) 2.40 (A76 L) 1.84 (A55) | Mali-G77 MP8     | 700 МГц                   | LPDDR4X-2133 | 64-битный (4x16-bit) Quad-channel | 34.1                          | Galileo               | Balong 5000 (Sub-6 ГГц only; NSA & SA), 4G доступна версия | Нет                      | Нет                      | Q2 2020     | Список - Honor 30 - Honor V6 - Huawei nova 7 5G - Huawei nova 7 Pro 5G - Huawei nova 8 5G - Huawei nova 8 Pro 5G |

#### Kirin 990 4G, Kirin 990 5G и Kirin 990E 5G
Kirin 990 5G — первый 5G-чип HiSilicon, основанный на техпроцессе N7 нм+ FinFET.
- Графика:
  - Kirin 990 4G: ARM Mali-G76 MP16
  - Kirin 990 5G: ARM Mali-G76 MP16
  - Kirin 990E 5G: ARM Mali-G76 MP14
- Нейропроцессоры Da Vinci:
  - Kirin 990 4G: 1x Da Vinci Lite + 1x Da Vinci Tiny
  - Kirin 990 5G: 2x Da Vinci Lite + 1x Da Vinci Tiny
  - Kirin 990E 5G: 1x Da Vinci Lite + 1x Da Vinci Tiny
- Da Vinci Lite включает 3D Cube Tensor Computing Engine (2048 FP16 MACs + 4096 INT8 MACs), Vector unit (1024bit INT8/FP16/FP32)
- Da Vinci Tiny включает 3D Cube Tensor Computing Engine (256 FP16 MACs + 512 INT8 MACs), Vector unit (256bit INT8/FP16/FP32)[42]

| Модель        | Техпроцесс              | CPU       | CPU                           | CPU     | CPU                                  | GPU              | GPU                       | Тип памяти   | Тип памяти                        | Тип памяти                   | Спутниковая навигация | Беспроводные подключения               | Беспроводные подключения | Беспроводные подключения | Дата релиза                                               | Модели смартфонов |
| Модель        | Техпроцесс              | ISA       | Микроархитектура              | Ядра    | Частота, ГГц                         | Микроархитектура | Частота, МГц              | Тип          | Шина, бит                         | Пропускная способность, ГБ/с | Спутниковая навигация | Стандарт связи                         | Wi-Fi                    | Bluetooth                | Дата релиза                                               | Модели смартфонов |
| ------------- | ----------------------- | --------- | ----------------------------- | ------- | ------------------------------------ | ---------------- | ------------------------- | ------------ | --------------------------------- | ---------------------------- | --------------------- | -------------------------------------- | ------------------------ | ------------------------ | --------------------------------------------------------- | --- |
| Kirin 990 4G  | TSMC 7 нм FinFET (DUV)  | ARMv8.2-A | Cortex-A76 Cortex-A55 DynamIQ | (2+2)+4 | 2.86 (A76 H) 2.09 (A76 L) 1.86 (A55) | Mali-G76 MP16    | 600 МГц (768 GFLOPS FP32) | LPDDR4X-2133 | 64-битный (4x16-bit) Quad-channel | 34.1                         | Galileo               | Balong 765 (LTE Cat.19)                | Нет                      | Нет                      | Q4 2019                                                   | Список - Huawei Mate 30 - Huawei Mate 30 Pro - Huawei P40 4G - Huawei Nova 6 - Huawei Nova 6 5G - Honor V30 - Honor Play4 Pro - Huawei MatePad Pro (WiFi/4G) (2019–2020)                                           |
| Kirin 990 5G  | TSMC 7 нм+ FinFET (EUV) | ARMv8.2-A | Cortex-A76 Cortex-A55 DynamIQ | (2+2)+4 | 2.86 (A76 H) 2.36 (A76 L) 1.95 (A55) | Mali-G76 MP16    | 600 МГц (768 GFLOPS FP32) | LPDDR4X-2133 | 64-битный (4x16-bit) Quad-channel | 34.1                         | Galileo               | Balong 5000 (Sub-6-ГГц only; NSA & SA) | Нет                      | Нет                      | Q4 2019                                                   | Список - Huawei Mate 30 5G - Huawei Mate 30 Pro 5G - Huawei Mate 30 RS Porche Design - Huawei P40 - Huawei P40 Pro - Huawei P40 Pro+ - Honor V30 Pro - Huawei MatePad Pro 5G (2020) - Honor 30 Pro - Honor 30 Pro+ |
| Kirin 990E 5G | Mali-G76 MP14           | ARMv8.2-A | Cortex-A76 Cortex-A55 DynamIQ | (2+2)+4 | 2.86 (A76 H) 2.36 (A76 L) 1.95 (A55) | Неизвестно       | Нет                       | LPDDR4X-2133 | 64-битный (4x16-bit) Quad-channel | 34.1                         | Galileo               | Balong 5000 (Sub-6-ГГц only; NSA & SA) | Нет                      | Q4 2020                  | Список - Huawei Mate 30E Pro 5G - Huawei Mate 40E (4G/5G) | |

#### Kirin 9000 5G/4G и Kirin 9000E
Kirin 9000 — первая микросхема HiSilicon по технологии TSMC 5 нм+ FinFET (EUV) и первая система-на-кристалле 5 нм поступившая в продажу на международном рынке.
Восьмиядерный процессор содержит 15.3 млрд транзисторов в конфигурации 1+3+4 ядра: 4 Arm Cortex-A77 (1x 3,13 ГГц и 3x 2,54 ГГц), 4 Arm Cortex-A55 (4x 2,05 ГГц), а также 24-ядерный GPU Mali-G78 (22-ядерный в случае Kirin 9000E), поддерживающий технологию Kirin Gaming+ 3.0. Встроенный четырёхъядерный нейропроцессор (Dual Big Core + 1 Tiny Core) опирается на процессор изображений Kirin ISP 6.0 для обработки фотографий. Архитектура Huawei Da Vinci 2.0 для искусственного интеллекта содержит ядра 2x Ascend Lite + 1x Ascend Tiny (в версии 9000E только 1 Lite-ядро). Кэш 8 МБ, поддерживается память LPDDR5/4X (для серии Huawei Mate 40 производимая Samsung). Чип работает в диапазонах сотовой сети 2G, 3G, 4G и 5G SA & NSA, Sub-6G и mmWave благодаря модему 3 поколения Balong 5000 собственной разработки, производимому по техпроцессу 7 нм TSMC. TDP составляет 6 Вт.
Версия Kirin 9000 4G 2021 г. содержит программное ограничение модем Balong, чтобы вписываться в ограничения, наложенные правительством США на Huawei в области 5G-оборудования.
- Поддерживаются:
  - Kirin 9000E: ARM Mali-G78 MP22
  - Kirin 9000: ARM Mali-G78 MP24
- Нейронный сопроцессор Da Vinci architecture 2.0
  - Kirin 9000E: 1x Big Core + 1x Tiny Core
  - Kirin 9000: 2x Big Cores + 1x Tiny Core

| Модель           | Техпроцесс              | CPU       | CPU                           | CPU     | CPU                                  | GPU              | GPU                                               | Тип памяти               | Тип памяти                        | Тип памяти                   | Спутниковая навигация | Беспроводные подключения                                   | Беспроводные подключения | Беспроводные подключения | Дата релиза | Модели смартфонов |
| Модель           | Техпроцесс              | ISA       | Микроархитектура              | Ядра    | Частота, ГГц                         | Микроархитектура | Частота, МГц                                      | Тип                      | Шина, бит                         | Пропускная способность, ГБ/с | Спутниковая навигация | Стандарт связи                                             | Wi-Fi                    | Bluetooth                | Дата релиза | Модели смартфонов |
| ---------------- | ----------------------- | --------- | ----------------------------- | ------- | ------------------------------------ | ---------------- | ------------------------------------------------- | ------------------------ | --------------------------------- | ---------------------------- | --------------------- | ---------------------------------------------------------- | ------------------------ | ------------------------ | ----------- | --- |
| Kirin 9000E      | TSMC 5 нм+ FinFET (EUV) | ARMv8.2-A | Cortex-A77 Cortex-A55 DynamIQ | (1+3)+4 | 3.13 (A77 H) 2.54 (A77 L) 2.05 (A55) | Mali-G78 MP22    | 759 МГц (192 EUs, 1536 ALUs) (2137.3 GFLOPS FP32) | LPDDR4X-2133 LPDDR5-2750 | 64-битный (4x16-bit) Quad-channel | 34.1 (LPDDR4X) 44 (LPDDR5)   | Galileo               | Balong 5000 (Sub-6-ГГц only; NSA & SA), 4G доступна версия | Нет                      | Нет                      | Q4 2020     | Список - Huawei Mate 40 - Huawei MatePad Pro 12.6                                                                      |
| Kirin 9000 5G/4G | TSMC 5 нм+ FinFET (EUV) | ARMv8.2-A | Cortex-A77 Cortex-A55 DynamIQ | (1+3)+4 | 3.13 (A77 H) 2.54 (A77 L) 2.05 (A55) | Mali-G78 MP24    | 759 МГц (192 EUs, 1536 ALUs) (2331.6 GFLOPS FP32) | LPDDR4X-2133 LPDDR5-2750 | 64-битный (4x16-bit) Quad-channel | 34.1 (LPDDR4X) 44 (LPDDR5)   | Galileo               | Balong 5000 (Sub-6-ГГц only; NSA & SA), 4G доступна версия | Нет                      | Нет                      | Q4 2020     | Список - Huawei Mate 40 Pro - Huawei Mate 40 Pro+ - Huawei Mate 40 RS Porsche Design - Huawei P50 Pro - Huawei Mate X2 |

#### Kirin 9000s
SoC (Hi36A0) с 4-я ядрами Taishan V120 и 2-я ядрами Arm Cortex A510, со встроенным модемом 5G, отдельным процессором обработки изображений (ISP), дополнительным нейронным процессором (NPU) и специализированным графическим ядром.
Чип производится самостоятельно внутри континентального Китая, на мощностях Huawei/SMIC с использованием 7-нм тех-процесса и технологии стекирования второго поколения. используется в смартфоне Huawei Mate 60 Pro.

### Чипсеты беспроводной связи
- Balong 310[46]
- Balong 520[46]
- Balong 700
- Balong 710[46]. Многорежимный (LTE TD/LTE FDD/WCDMA/TD-SCDMA/GSM) и высокопроизводительный чипсет связи, позволяющий мобильному устройству на его основе иметь расширенные коммуникационные возможности[47].
- Balong 720
- Balong 750
- Balong 765
- Balong 5G01
- Balong 5000

### Чипсеты для носимых устройств
- Kirin A1

### Серверные процессоры
- Hi1610
- Hi1612
- Kunpeng 916 (ранее Hi1616)
- Kunpeng 920 (ранее Hi1620)
- Kunpeng 930 (ранее Hi1630)
- Kunpeng 950

### Ускорители искусственного интеллекта
- Da Vinci architecture
- Ascend 310
- Ascend 910, 910B (эти микросхемы являются альтернативой чипам «Nvidia A100»[48])

## Финансовые показатели
Операционная прибыль компании
| Отчетный год | 2009 | 2010 | 2011 |
| USD млн.     | 572  | 652  | 710  |

В 2011 года компании удалось реализовать продукции на сумму 6670 млн юаней.
В I квартале 2020 г. HiSilicon стала крупнейшим в Китае поставщиком однокристальных систем для смартфонов, обойдя Qualcomm.

## Интересные факты
К концу 2006 года, когда штат сотрудников насчитывал более 1400 человек, 67 % из них имели степень доктора наук или магистра.
С октября 2012 года HiSilicon является членом некоммерческой организации Linaro, занимающейся консолидацией и оптимизацией программного обеспечения для ARM-платформ.
HiSilicon подписал лицензионные соглашения на использование технологии графических процессоров с тремя основными инжиниринговыми компаниями, специализирующимися на GPU в ARM-системах: ARM с его Mali 400 и 600, Imagination Technologies c PowerVR и Vivante с GCxxxx.
Главный директор направления мобильных процессоров, Jerry Su, признался, что HiSilicon Technologies «движется быстрее» закона Мура, то есть удвоение количества транзисторов в микросхемах компании происходит быстрее истечения двухлетнего периода.